# 李正宗
李正宗（1948年10月10日—），中華民國政治人物，曾擔任第二、三屆國民大會代表，後代表中國國民黨以全國不分區當選為第四屆立法委員。
2001年底第五屆立法委員選舉被國民黨列為全國不分區第22名，原本黨內預估有可能落於安全名單內（前一屆當選23席不分區）。但因該屆國民黨大敗，僅當選13席不分區，因而落選。。